# Jordi Ramon
Jordi Ramon i Torres est un homme politique espagnol membre de la Gauche républicaine de Catalogne (ERC), né le 8 septembre 1971 à Tàrrega, dans la province de Lérida.

## Biographie
En janvier 2004, alors qu'il est troisième adjoint au maire de Tàrrega, il est investi tête de liste de la Gauche républicaine de Catalogne (ERC) dans la circonscription de Lérida pour les élections générales du 14 mars.
Élu au Congrès des députés, il est expulsé de la tribune des orateurs le 24 mai 2005 par le président Manuel Marín, après avoir entamé la conclusion de son propos en catalan, ce que le règlement du Congrès n'autorise pas. Étant le quatrième député de son groupe à s'exprimer dans cette langue au cours de la séance du jour, Marín décide de lui intimer directement l'ordre de retourner s'asseoir, sans lui laisser la possibilité de revenir à l'espagnol. Lors d'une convention d'ERC tenue le 19 novembre 2007, les militants du parti lui préfèrent Antoni Bertran comme tête de liste aux élections générales du 9 mars 2008.